# Tom Barry
Thomas "Tom" Barry (1 de julho de 1897 – 2 de julho de 1980) foi um dos mais proeminentes líderes de guerrilha do Exército Republicano Irlandês (IRA) durante a Guerra de Independência da Irlanda de 1922. Em um dos combates mais notórios deste conflito, ele liderou um grupo de 100 combatentes a escapar de uma emboscada em Crossbarry, contra uma força de 1 200 soldados ingleses.
Após a independência da Irlanda ser conquistada, ele se opôs (junto com a facção mais radical do movimento republicano irlandês) ao governo que sucedeu o domínio britânico, mas acabou no lado perdedor da subsequente guerra civil. Ele foi preso pelas forças do Estado Livre Irlandês em maio de 1923. Solto no ano seguinte, ele continuou a trabalhar com grupos extremistas pró-republicanos, especialmente na região norte do país. Em 1949, escreveu suas memórias, intitulado Guerilla Days in Ireland ("Dias de Guerrilha na Irlanda"). Barry faleceu em julho de 1980.